# Michael Hopkins (Architekt)
Sir Michael John Hopkins (* 7. Mai 1935 in Poole, Dorset; † 17. Juni 2023) war ein britischer Architekt. Er gilt mit Norman Foster, Richard Rogers, Nicholas Grimshaw und Terry Farrell als führender Vertreter der High-Tech-Architektur in Großbritannien. Er gründete mit Patty Hopkins das Architekturbüro Michael Hopkins and Partners (heute: Hopkins Architects).

## Werdegang
Hopkins war der Sohn von Barbara und Gerald Hopkins. Sein Vater hatte eine Baufirma in Bournemouth.
Hopkins besuchte die Sherborne School und studierte Architektur an der Bournemouth School of Art. Anschließend arbeitete er für die Architekten Frederick Gibberd und Basil Spence, bis er sich 1958 an der School of Architecture der Architectural Association (AA) einschrieb. Während seines Studiums an der AA lernte er seine Kommilitonin Patricia (Patty) Wainwright kennen. Noch als Studenten begannen sie, ein Fachwerkhaus in Suffolk zu restaurieren. 1962 heirateten die beiden. In den späten 1960er Jahren wurde er Partner von Norman Foster. Unter anderem war er damals Architekt der Hauptverwaltung von Willis Faber and Dumas in Ipswich.
1976 gründete das Ehepaar das Architekturbüro Hopkins Architects. Sie verwendeten neue Materialien und Konstruktionstechniken und standen für leichtgewichtige Konstruktionen aus Stahl und Glas und Zeltdächer. Sie zeigten, dass diese energieeffizient gebaut werden konnten. Als erstes entwarfen sie ihr eigenes Haus aus Stahl und Glas in minimalistischer Architektur. Vielfach folgten dann Industriebauten wie das Schlumberger-Forschungszentrum in Cambridge. Ab den 1980er Jahren mischten sie diese mit traditionellen Baumaterialien wie Holz und Mauerwerk, als erste der britischen High-Tech-Architekten. Typische Beispiele dafür waren der neue Mound Stand am Lord’s Cricket Ground, der die alte Fassade nutzte, und Bracken House in der Londoner City, das um die alten Räume der Druckerpressen der Financial Times gebaut wurde, das neue Opernhaus in Glyndebourne und das Queen’s Building am Emmanuel College in Cambridge. Sie entwarfen auch das Olympic Velodrome in London und die Kroon Hall in Yale.
Michael John Hopkins war Commander des Order of the British Empire (CBE) und wurde 1995 als Knight Bachelor geadelt. 1992 wurde er Mitglied der Royal Academy of Arts. Gemeinsam mit seiner Frau erhielt Hopkins 1994 die Royal Gold Medal des Royal Institute of British Architects.

## Galerie

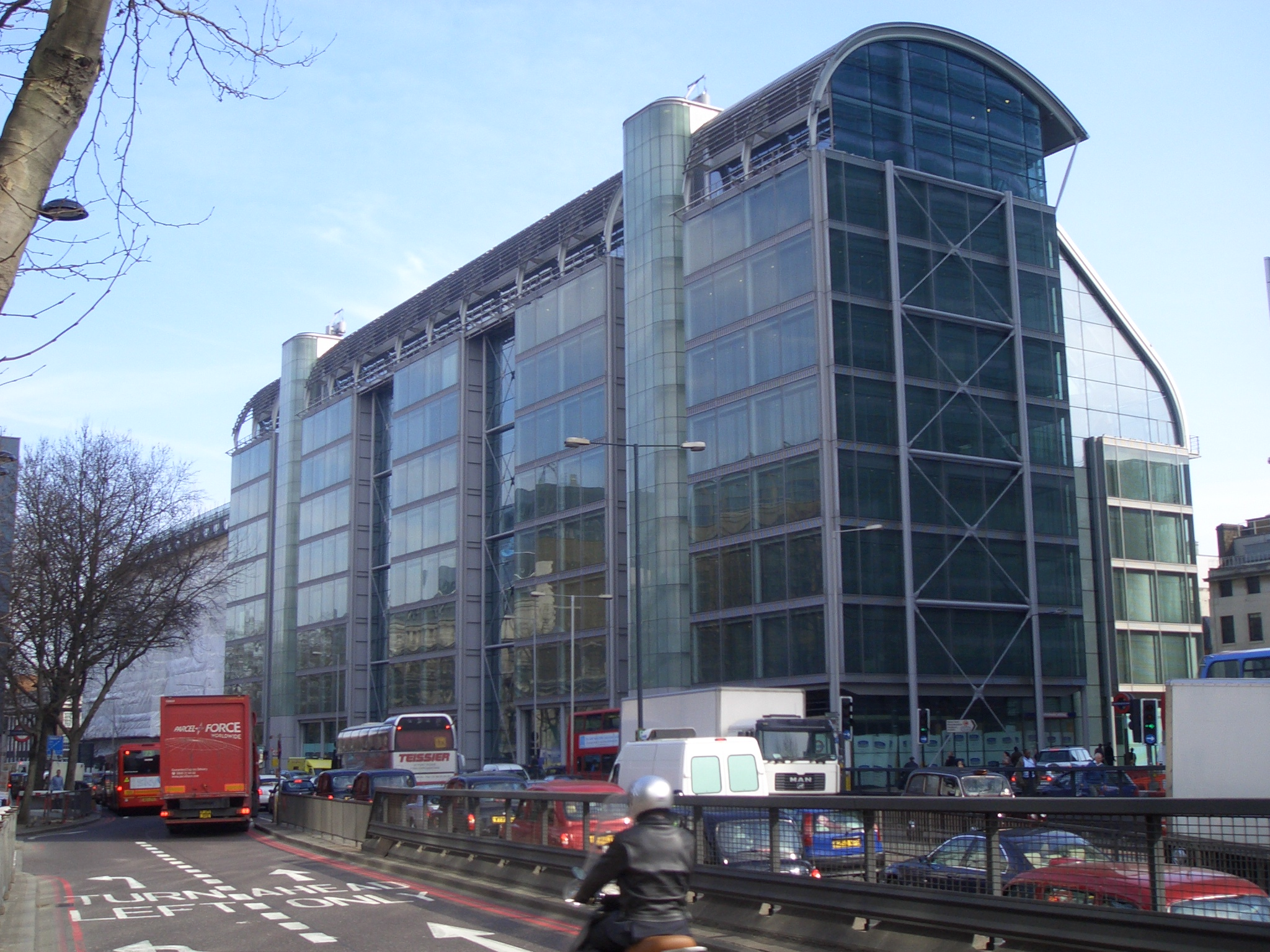
Wellcome-Trust-Gebäude in der Euston Road, London
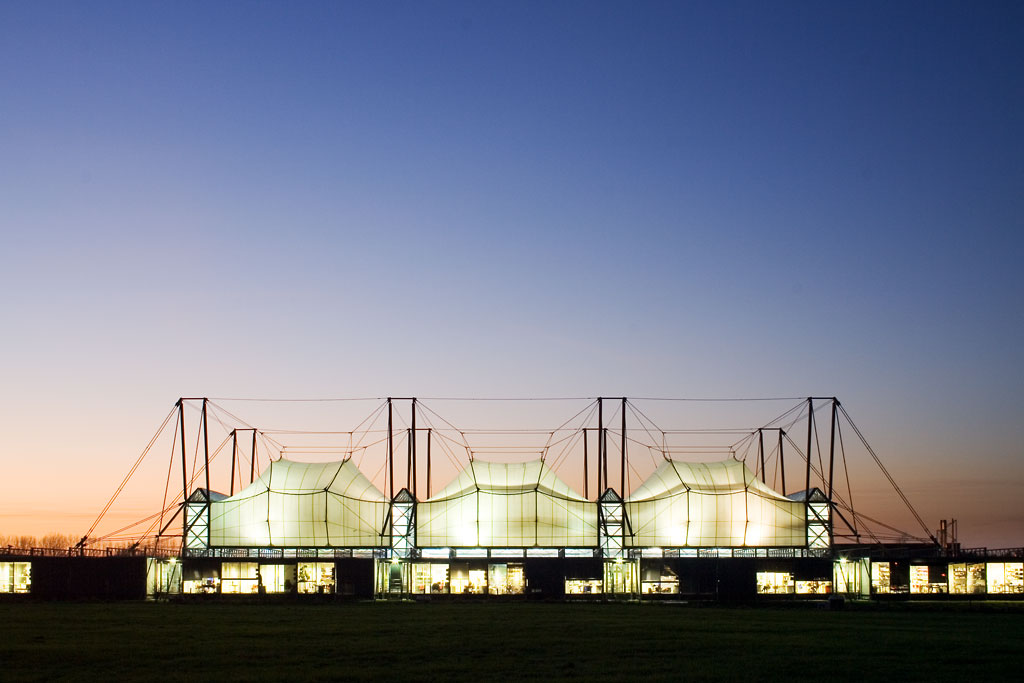
The Schlumberger Cambridge Research Centre, 1985 eröffnet
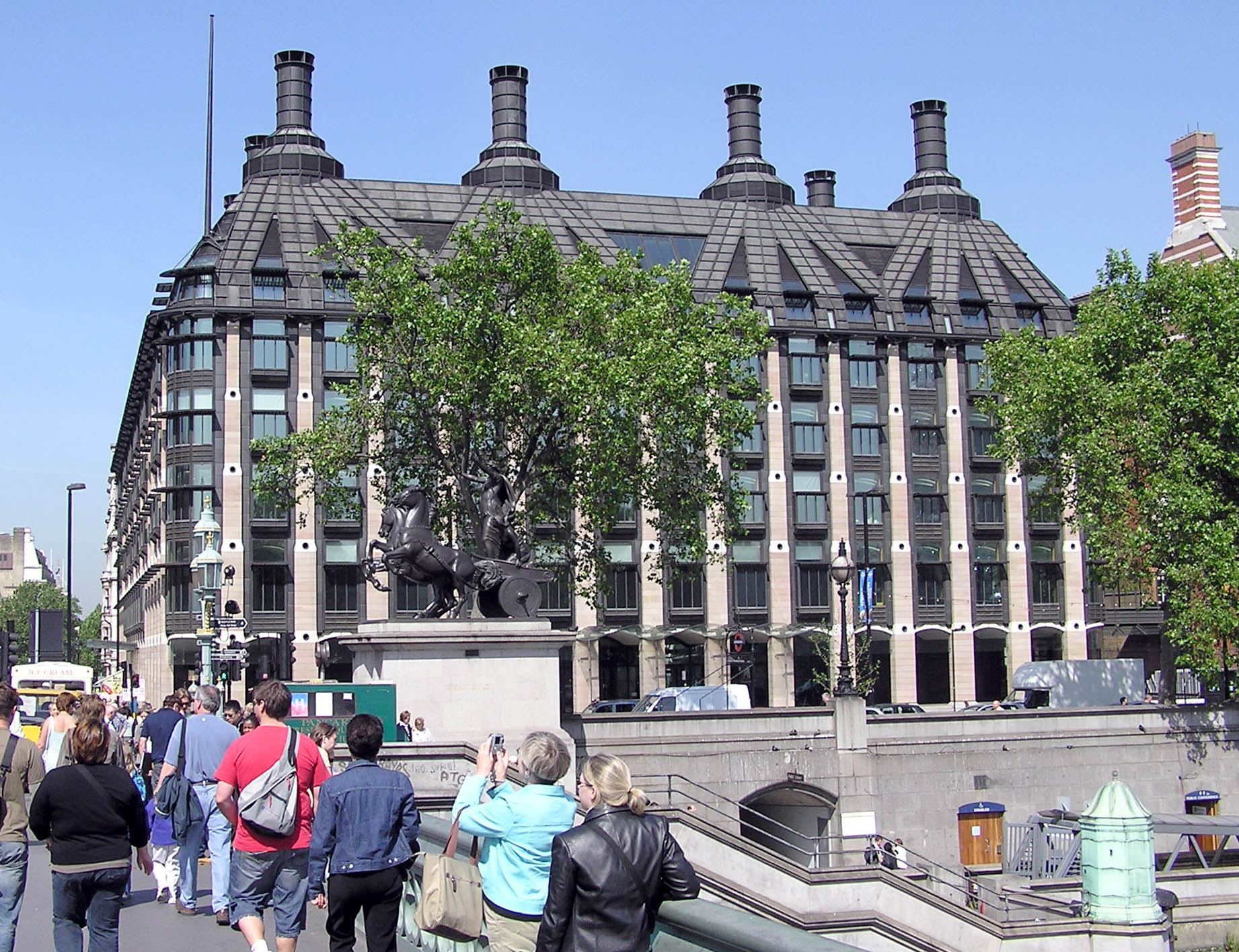
Portcullis House, Westminster, London
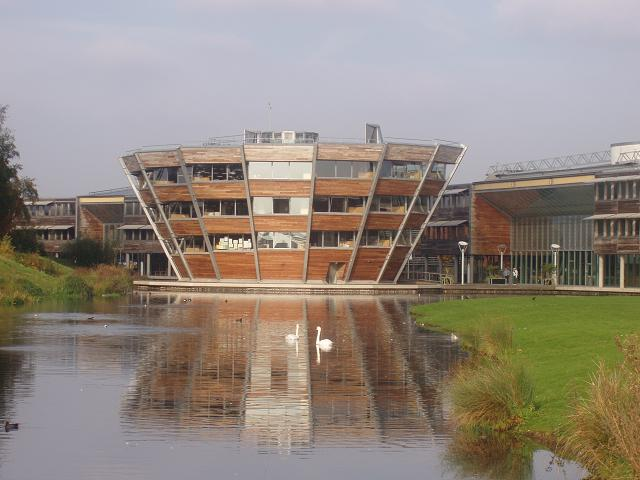
Jubilee Campus University of Nottingham
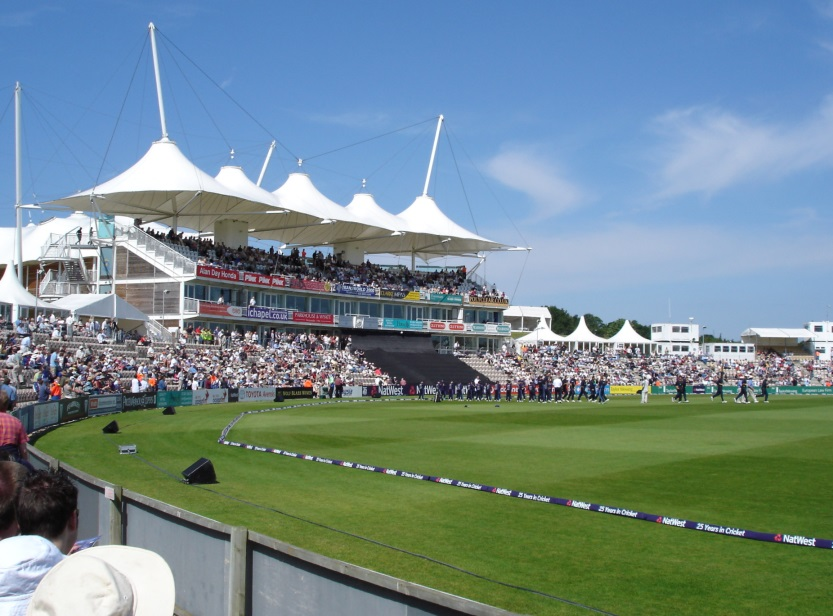
The Rose Bowl, Southampton, mit Cricket Pavillon
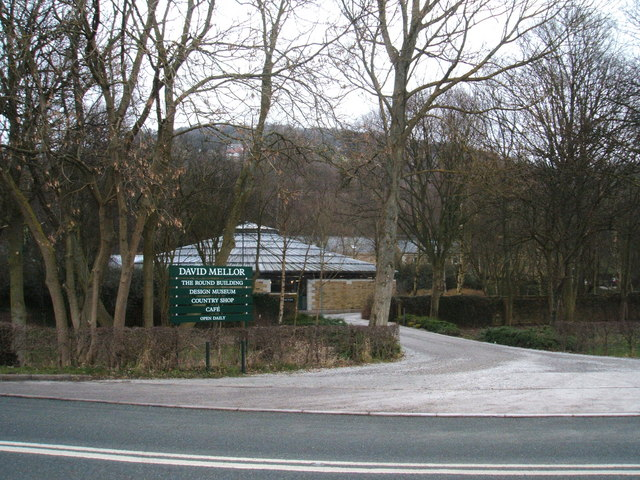
David Mellor Cutlery Factory in Hathersage 1990
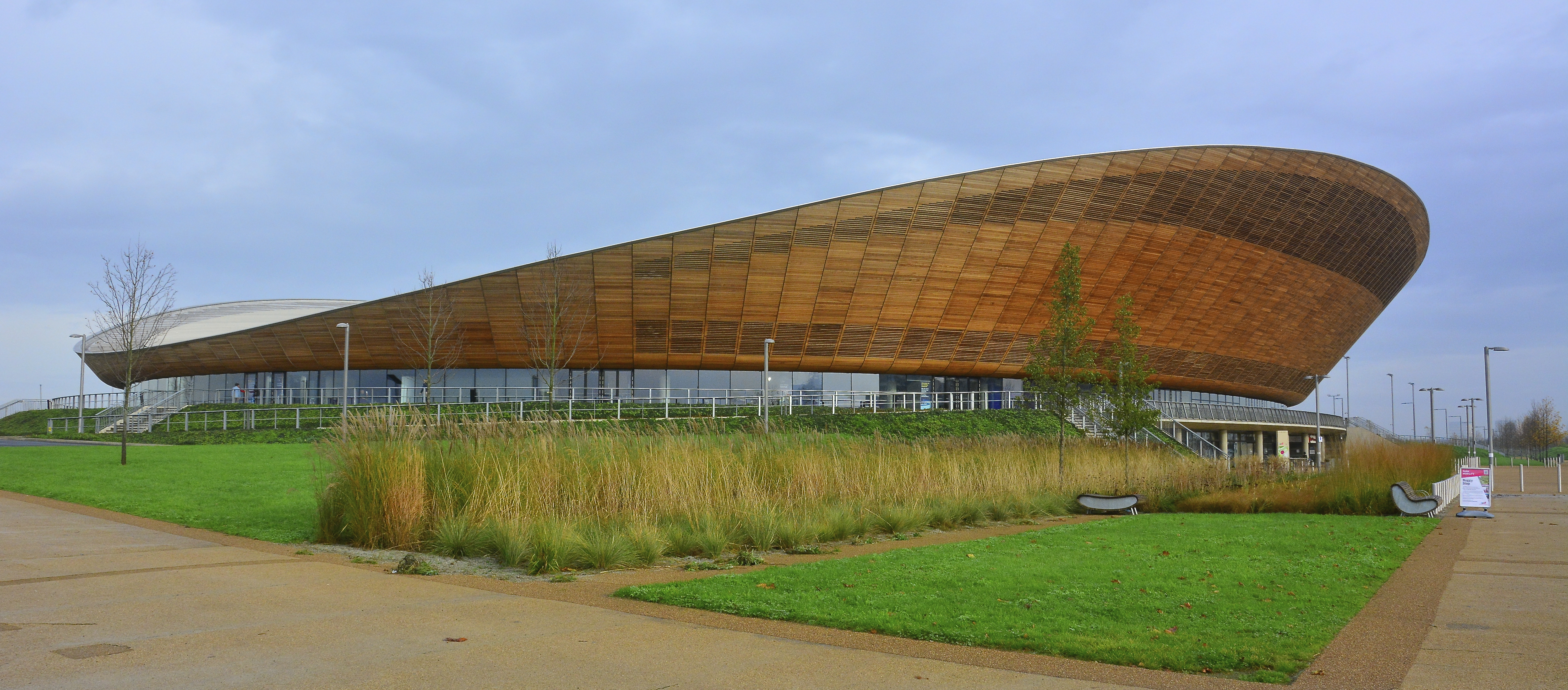
Olympic Velodrome, London